# John Conyers
John Conyers (født 16. maj 1929 i Highland Park, Michigan, død 27. oktober 2019) var en amerikansk politiker, der sad i Repræsentanternes Hus 1965-2017. Han var medlem af Demokraterne.